# Хамелеон (Зона сутінків)
Хамелеон (англ. Chameleon) — третій сегмент 2-го епізоду 1-го сезону телевізійного серіалу «Зона сутінків».

## Сюжет
Центр управління НАСА веде перемовини з шатлом «Діскавері», що, повертаючись з космічної місії, все ще знаходиться на орбіті. Через деякий час один з членів екіпажу «Діскавері» помічає дивні блакитні спалахи на апараті. Після цього шатл приземляється на території бази НАСА. Внаслідок огляду літального апарата виявляється, що одна з його телекамер вийшла з ладу. Командир екіпажу Бреді Сімонс, що оглядав шатл, бере її для подальшого огляду, однак, пройшовши деяку відстань, зупиняється, а потім взагалі зникає, натомість камера, що була в його руках, падає на підлогу. Другий член екіпажу, приголомшений цим явищем, зв’язується з керівництвом центру та просить про допомогу. 
Коли камеру привозять до ізолятору за допомогою спеціального робота, починають відбуватися зовсім дивні речі: спочатку вона перетворюється на командира Сімонса, який перед цим зник, потім — на його дружину, яка одразу починає запевняти членів екіпажу та механіків, що Сімонс здоровий, та благає випустити його. Один з працівників НАСА одразу дзвонить додому до Сімонса та виявляє, що дружина його знаходиться вдома. Далі вона знову перетворюється на зниклого, який починає поводити себе агресивно та вимагає випустити його. Інженери та члени команди роблять припущення, що мають справу з чимось, що здатне змінювати свою органічну структуру. Коли Сімонс починає поводити себе зовсім агресивно та розбивати скляні пляшки й мензурки з реактивами, працівники НАСА, що спостерігають за ним, приймають рішення усипити його за допомогою спеціального газу. Це їм вдається, однак, коли до ізолятору заходить лікар, щоб оглянути Сімонса, останній приходить до тями та, схопивши лікаря, зникає разом з ним, одночасно перетворившись на ядерну бомбу. Тепер основною задачею інженерів є знешкодження цього пристрою, на що їм відведено майже три хвилини. Один з інженерів відважується на цей крок — він заходить до приміщення, де знаходиться бомба, та починає вести монолог, сподіваючись, що це допоможе відвернути загрозу загибелі всіх присутніх на базі. Його сподівання повністю виправдовуються — коли до вибуху залишається рівно одна секунда, небезпечний пристрій приймає подобу лікаря, який зник разом з Сімонсом, та одразу ж після цього починає тікати. Інженер, який «знешкодив» «бомбу», починає бігти за ним та, наздогнавши, благає його відпустити двох полонених — власне лікаря та Сімонса — на що отримує відповідь, що насправді вони не є полоненими, «їх ніхто не тримає», а «єдине, що може їх тримати, — це жага». Далі цей невідомий об’єкт зникає назавжди, разом з ним так само назавжди зникають Бреді Сімонс та лікар.

## Фінальна оповідь
«Уявіть, що ви літаєте по світах зірок разом з сонячним вітром. Тисячі голосів співають у вашій пам’яті. І уявіть, що ви лиш, як і він, гадаєте, які дива могли б побачити, дива, які так і залишилися для нього загадкою та зоною сутінків».

## Ролі виконують
- Террі О’Квін — доктор Курт Локрідж
- Бен Піацца — доктор Вон Хілман
- Джон Ештон — керівник екіпажу Бреді Сімонс
- Стів Бассет — Джеральд Тайсон
- Айона Морріс — Енні
- Альма Мартінес — Тереза Рохас
- Чад Хейс — Пітер Айверсон
- Лін Шей — Кейт Сіммонс

## Цікаві факти
- Початкові кадри епізоду було знято на шатлі «Челенджер», який вибухнув незадовго після цього.
- Епізод не має оповіді на початку.

## Релізи
Прем’єра відбулась у Великій Британії 4 жовтня 1985.